# Senninbari
Ein Senninbari (jap. 千人針, dt. etwa „Stiche von 1000 Personen“) ist ein Stofftuch, das als Talisman von japanischen Frauen angefertigt wurde, wenn ihre Ehemänner in den Krieg ziehen mussten. Das ca. ein bis eineinhalb Meter lange und etwa 15 cm breite Stofftuch wurde mit glückbringenden Motiven bestickt, die aus 1000 Stichen bestanden. Bisweilen wurden zudem Münzen aufgenäht, sodass man auch von der Funktion eines Amuletts sprechen kann. Als solches ist es Bestandteil der shintoistischen Kultur besonders zur Zeit des Japanischen Kaiserreichs.

## Überblick

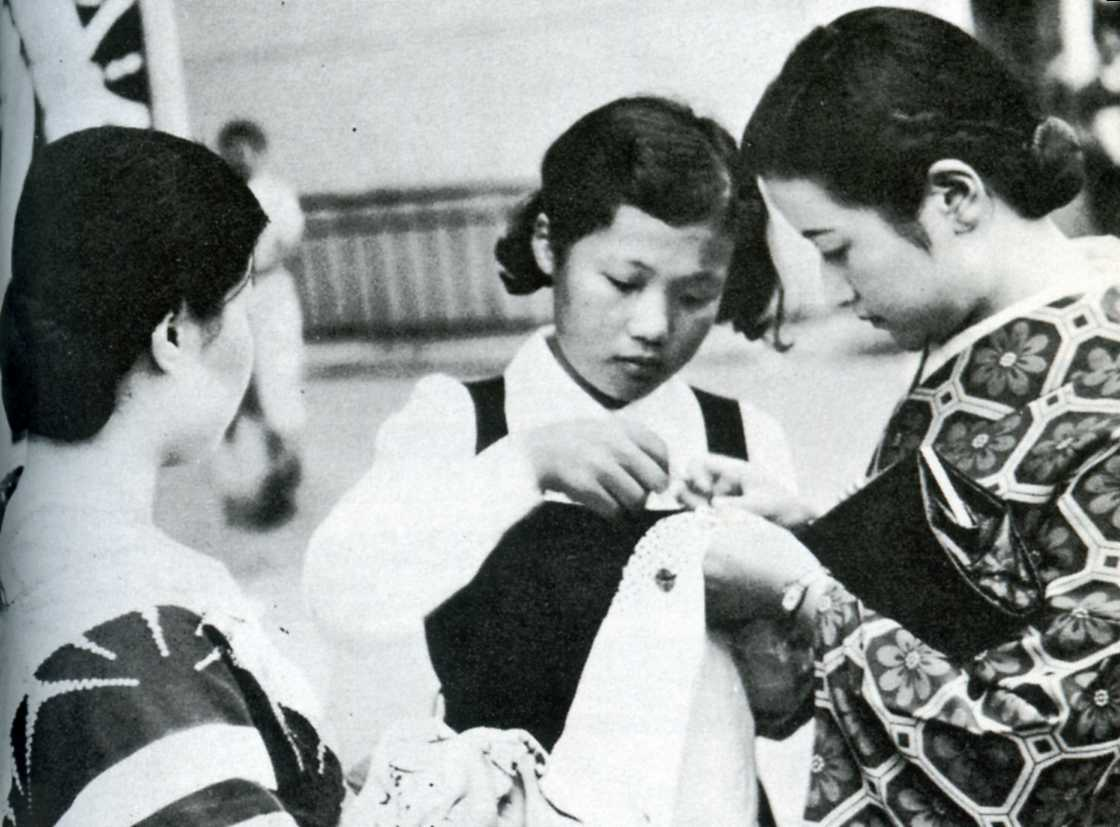
Frauen, die für ihre Männer einen Senninbari sticken

Neben bunten, einfarbigen Tüchern wurden für einen Senninbari zumeist weiße Stoffe, für die Stiche meist rotes Garn verwendet. Häufig wurden die japanische Flagge, ein Tiger oder patriotische Sprüche aufgestickt. Einer der bekanntesten Sprüche lautete: 武運長久 (buun chōkyū, „Kriegsglück auf ewig“).
In der Regel wurde der Senninbari um die Taille gebunden. Solche Senninbari waren ca. 15 cm breit und ca. 75 bis 90 cm lang. Daneben war der Senninbari auch als Hachimaki, Unterhemd oder Gürtel in Gebrauch.
Die ersten Senninbari wurden während des Ersten Japanisch-Chinesischen Krieges hergestellt. Üblicherweise fertigten Mütter, Ehefrauen oder Schwestern einen Senninbari, indem sie sich an einen belebten Platz, wie einen Bahnhof, stellten und vorbeikommende Frauen baten einen Stich als französischen Knoten hinzuzufügen. Daneben organisierten patriotische Frauenverbände wie die Aikoku Fujinkai (愛国婦人会) oder die Kokubō Fujinkai (国防婦人会) auch Treffen, die eigens der gemeinsamen Produktion von Senninbari dienten. Die Senninbari wurden dann als sogenannten Imonbukuro (慰問袋, etwa: „Liebesgabenpaket; Sendung aus der Heimat“) verschickt. Frauen, die im Jahr des Tigers geboren wurden, konnten nach allgemeinem Usus eine bestimmte Anzahl von zusätzlichen Stichen hinzufügen (gemeinhin entweder 12 Stiche oder eine ihrem Alter entsprechende Zahl von Stichen).
Senninbari sind in Clint Eastwoods Verfilmung Letters from Iwo Jima zu sehen.